# La casa dei sogni di Pluto
La casa dei sogni di Pluto (Pluto's Dream House) è un cortometraggio del 1940 diretto da Clyde Geronimi; fa parte della serie Mickey Mouse e venne prodotto dalla Walt Disney Productions; uscì negli Stati Uniti il 30 agosto 1940, distribuito dalla RKO Radio Pictures.

## Trama
Topolino è in procinto di costruire una cuccia a Pluto. In quel momento il cane dissotterra una lampada magica, il cui genio si offre di eseguire gli ordini di Topolino. Il primo desiderio di Topolino è una nuova cuccia per Pluto: il genio inizia nella costruzione, finendo per sporcare di vernice Pluto. Quando la cuccia è ultimata, Topolino chiede al genio di fare un bagno al suo cane. Le cose vanno male quando Pluto rompe accidentalmente la radio di Topolino e una serie di messaggi emessi dall'altoparlante vengono scambiati dal genio per ordini di Topolino. Dopo essere stato picchiato, Pluto viene bloccato in una gelatina e sta per essere tagliato a fettine sottili. Subito dopo Pluto viene svegliato da Topolino e, scoperto che era tutto un incubo, si precipita nel letto col suo padrone.

## Distribuzione

### Edizione italiana
Il corto arrivò in Italia nel settembre 1986 e venne incluso nella VHS Le nuove avventure di Pluto; il doppiaggio fu eseguito dalla Effe Elle Due. Il corto fu poi riproposto al cinema, il 30 marzo 1988, abbinato al film 4 cuccioli da salvare. Nel 1993, per l'inclusione nella VHS VideoParade vol. 12, il corto fu ridoppiato dal Gruppo Trenta; tale doppiaggio fu anche utilizzato per la trasmissione televisiva. In DVD tuttavia è stato usato il primo doppiaggio.

### Cinema
- 4 cuccioli da salvare (30 marzo 1988)[3][4][5]

### Edizioni home video

#### VHS
- Le nuove avventure di Pluto (settembre 1986)[1]
- VideoParade vol. 12 (novembre 1993)[2]

#### DVD
Il cortometraggio è incluso nel DVD Walt Disney Treasures: Topolino star a colori - Vol. 2.